# Trillium hagae
Trillium hagae là một loài thực vật có hoa trong họ Melanthiaceae. Loài này được Miyabe & Tatew. miêu tả khoa học đầu tiên năm 1936.